# Griswoldia transversa
Griswoldia transversa là một loài nhện trong họ Zoropsidae.
Loài này thuộc chi Griswoldia. Griswoldia transversa được Charles E. Griswold miêu tả năm 1991.